# Kościół św. Jadwigi Śląskiej w Kębłowie

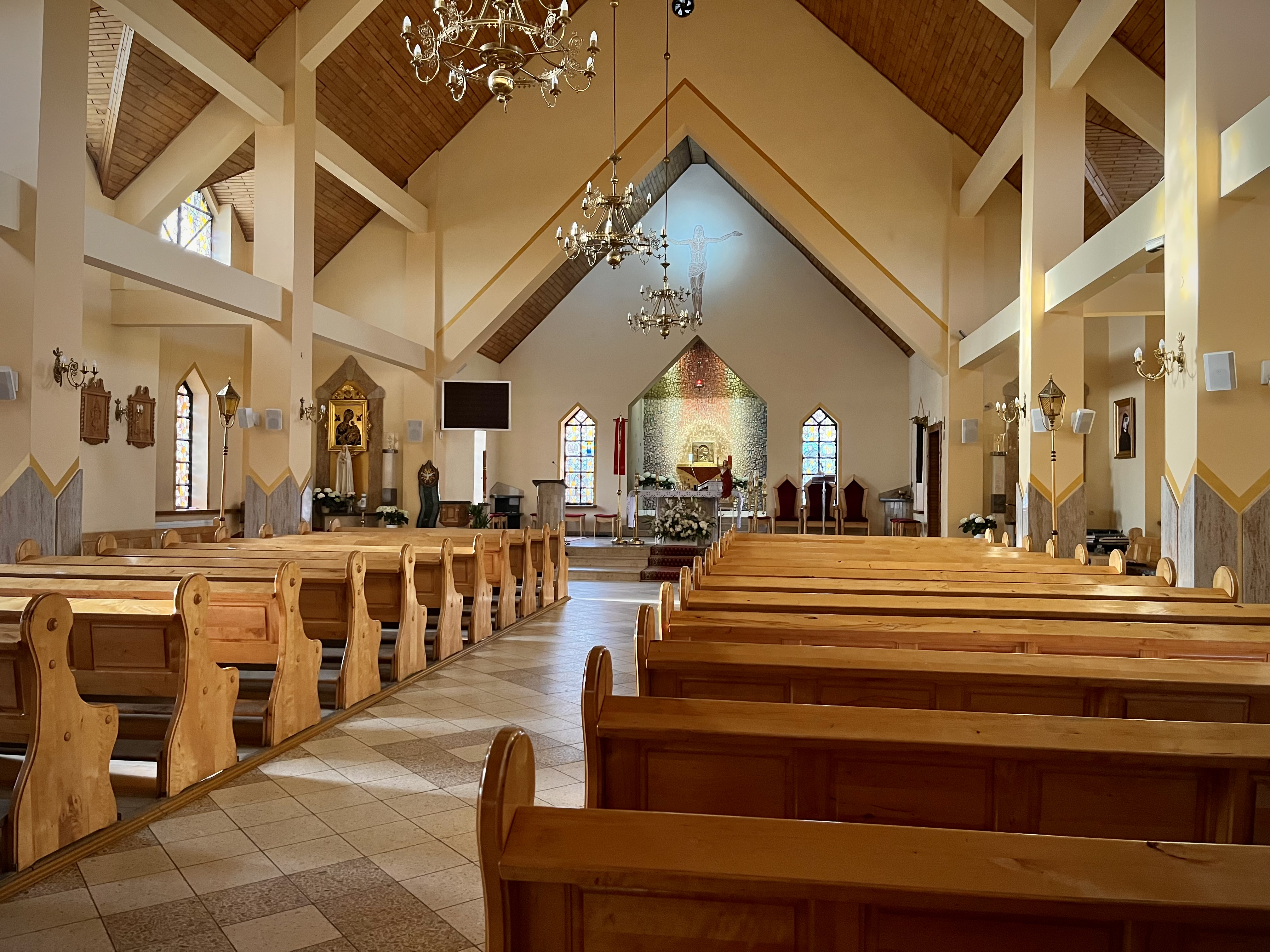
Wnętrze kościoła parafialnego

Kościół świętej Jadwigi Śląskiej w Kębłowie – rzymskokatolicki kościół parafialny należący do parafii pod tym samym wezwaniem (dekanat Luzino archidiecezji gdańskiej).
Świątynia parafialna wznoszona była w latach 1990-2001. 22 lipca 2001r. abp. Tadeusz Gocłowski konsekrował kościół..

## Architektura
Kościół jest trzynawowy, wzniesiony na rzucie prostokąta, ma nawę środkową znacznie szerszą i wyższą od naw bocznych. Po obu stronach nawy środkowej zbudowano po cztery ryzality, które poszerzają przestrzeń wewnętrzną kościoła, tworząc boczne nawy. Ryzality zakończone są daszkiem dwuspadowym, prostopadle do dachu nawy głównej. Na jej osi, w części północnej, usytuowane jest węższe prezbiterium. Do części wschodniej prezbiterium przylega zakrystia. W części południowej usytuowana jest kruchta z wejściem głównym do kościoła.

## Dzwonnica
Dzwonnicę postawiono w 1994 r. Odpust parafialny 15 października 1995 r. był okazją do poświęcenia dzwonów. Zostały one opatrzone inskrypcjami.
Napis na dzwonie największym głosi: „Imię moje św. Jadwiga - Księżna Śląska, patronka budowy kościołów, wzór matki, niewiasty mężnej. Gdy usłyszysz mój głos, wspomnij, że przybyłam do Polski z Niemiec, by łączyć zwaśnione narody uczącje miłości Boga i służąc bliźniemu w cierpieniu. W roku 1995, gdy Papieżem jest Polak Jan Paweł II, Prymasem Polski Kardynał Józef Glemp, Arcybiskupem Metropolita Gdański Tadeusz Gocłowski / Pierwszym probosz czem tej Parafii ks. Dionizy Borysiewicz. Parafia Św. Jadwigi.”
Na dzwonie średnim czytamy: „Imię moje Wawrzyniec —patron Parafii macierzystej w Luzinie. Niech głos mój przypomina ci, że wierność Bogu i troska o kościół Chrystusowy to tw ój obowiązek, ważniejszy nawet niż życie. Dzwon ten ufundowało społeczeństwa Gminy. W 750-tą rocznicę istnienia Luzina.”
Na najmniejszym dzwonie umieszczono inskrypcję: „Imię moje Wojciech — patron Archidiecezji Gdańskiej. Niech głos mój przypomina wierzącym pierwszego misjonarza tych ziem, niech chwali Boga, którego głosiłem tutaj przed tysiącem łat 997-1997. Parafia Św. Jadwigi”.

## Wnętrze
Szczególne miejsce w kębłowskim kościele zajmuje prezbiterium. Stanowi ono przedłużenie głównej nawy kościoła. Ułożono w nim posadzkę ze szlachetnego marmuru, ustawiono ołtarz marmurowy i ambonę. W niszy prezbiterium, na konsoli, umieszczono tabernakulum, które na zewnątrz posiada bogatą ornamentację: drzwiczki ozdobione zostały płaskorzeźbą z symbolami eucharystycznymi w postaci winogron otaczających kielich, nad którym widnieje hostia ze znakiem IHS. Cała nisza została ozdobiona kolorową mozaiką. Na ścianie frontowej oddzielającej prezbiterium od nawy głównej góruje płaskorzeźba Chrystusa Zmartwychwstałego. W bocznych ołtarzach znajdują się ikony Matki Bożej Nieustającej Pomocy, oraz Jezusa Chrystusa Pantokratora.

## Plac przykościelny
Na placu przykościelnym usytuowana jest kapliczka z figurą św. Izydora Oracza. We wnętrzu kapliczki wykonano malowidło techniką sgraffito. Tło przedstawia legendę o św. Izydorze, któremu w pracy na roli pomagał anioł. W sierpniu 2003 r. oddano do użytku kaplicę pogrzebową, a w 1998 r. wykonano grotę z Figurą Matki Bożej Niepokalanej. Wokół kościoła znajduje się droga krzyżowa, oraz kapliczki- Matki Bożej i św. Jana Pawła II.